# Pietro Amat di San Filippo

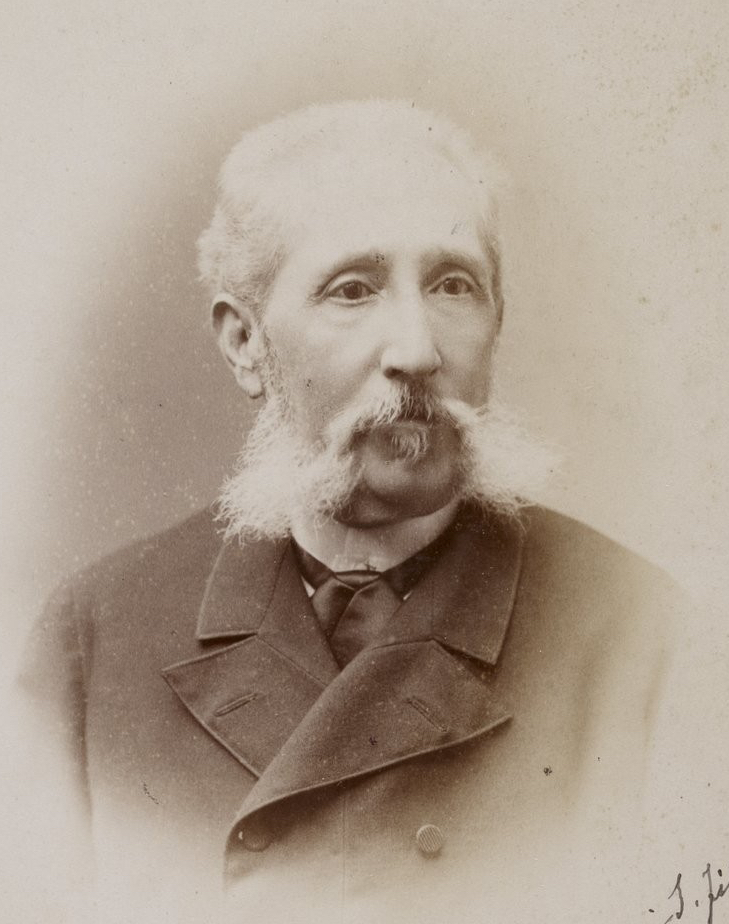
Pietro Amat di San Filippo

Pietro Amat di San Filippo (geb. 1. Oktober 1822 in Cagliari; gest. 15. Februar 1895 in Rom) war ein italienischer Geograph, Historiker und Bibliograf.

## Biografie
Pietro Amat di San Filippo wurde in eine Adelsfamilie geboren. Der päpstliche Diplomat und Kurienkardinal Luigi Amat di San Filippo e Sorso war sein Onkel.  Er studierte in Bologna, wo er sein humanistisches Wissen erwarb. Später begann er in den Archiven von Cagliari zu arbeiten, wo er etwa zwanzig Jahre blieb. Dort sammelte er viel Material, das ihm für seine eigene Forschung von Nutzen war. Er leistete wichtige Beiträge zur Erforschung der Geschichte Sardiniens. Er ist unter anderem Verfasser von Gli illustri viaggiatori italiani über berühmte italienische Reisende mit einer Anthologie ihrer Schriften (bereits zuvor war seine Bibliographie zum Thema erschienen) und schrieb eine Biographie des Reisenden und Schriftstellers Ludovico de Varthema. Später arbeitete er auf Wunsch des italienischen Ministers und Wissenschaftlers Quintino Sella in Rom im Finanzministerium.

## Publikationen (Auswahl)
- Del Commercio e della navigazione dell’isola di Sardegna. Cagliari 1865 (Digitalisat)
- Bibliografia dei viaggiatori italiani ordinata cronologicamente ed illustrata. Coi tipi del Salviucci, Roma, 1874 (Onlineansicht)
- Studi biografici e bibliografici sulla storia della geografia in Italia. 1883
- Gli illustri viaggiatori italiani con una antologia dei loro scritti. Tip. dell’Opinione, Roma 1885 (Onlineansicht)
- Della schiavitù e del servaggio in Sardegna. 1895